# EVV Eindhoven in het seizoen 1958/59
Het seizoen 1958/1959 was het vijfde jaar in het bestaan van de Eindhovense betaaldvoetbalclub Eindhoven. De club kwam uit in de Nederlandse Eerste divisie A en eindigde daarin op de zevende plaats. Tevens deed de club mee aan het toernooi om de KNVB Beker, hierin werd in de eerste ronde verloren van Wilhelmina '08 (1–3).

## Wedstrijdstatistieken

### Eerste divisie A
|       | AGOVV | Alkmaar '54 | BVV   | D.F.C. | Fortuna | De Graafschap | Haarlem | Helmond | Leeuwarden | Limburgia | SVV   | Volendam | VSV   | Wageningen | ZFC   |
| ----- | ----- | ----------- | ----- | ------ | ------- | ------------- | ------- | ------- | ---------- | --------- | ----- | -------- | ----- | ---------- | ----- |
| Thuis | 2 – 4 | 1 – 1       | 0 – 0 | 2 – 1  | 2 – 0   | 4 – 1         | 2 – 1   | 4 – 1   | 2 – 2      | 3 – 3     | 2 – 3 | 1 – 2    | 5 – 2 | 8 – 2      | 1 – 3 |
| Uit   | 2 – 1 | 1 – 1       | 2 – 4 | 2 – 1  | 3 – 2   | 1 – 3         | 0 – 1   | 3 – 2   | 4 – 0      | 4 – 1     | 1 – 1 | 0 – 1    | 3 – 2 | 0 – 0      | 0 – 3 |

### KNVB Beker
| 1e ronde                                          | Wilhelmina '08                              | 3 – 1 (3 – 1) | Eindhoven    |
| 1 januari 1959 Plaats: Weert Sportpark Drakesteyn | Jac Weekers Jan Munnecom Toon van den Akker |               | Willy Slaats |

## Statistieken Eindhoven 1958/1959

### Eindstand Eindhoven in de Nederlandse Eerste divisie A 1958 / 1959
| Stand | Gespeeld | Gewonnen | Gelijk | Verloren | Punten | Doelpunten voor | Doelpunten tegen |
| ----- | -------- | -------- | ------ | -------- | ------ | --------------- | ---------------- |
| 7e    | 30       | 12       | 7      | 11       | 31     | 62              | 52               |

### Topscorers
| #                    | Naam                  | Goal |
| -------------------- | --------------------- | ---- |
| 1.                   | Jan Louwers           | 14   |
| 2.                   | Noud van Melis        | 10   |
| 3.                   | Dick Snoek            | 8    |
| 4.                   | Hennie Bogmans        | 6    |
| 4.                   | Nico van Diessen      | 6    |
| 6.                   | Sjaak Verspeek        | 5    |
| 7.                   | Jeu Sijbers           | 3    |
| 8.                   | Louis van der Meijden | 2    |
| 8.                   | Willy Slaats          | 2    |
| 10.                  | Gerard van den Akker  | 1    |
| 10.                  | Thijs Rutjens         | 1    |
| 10.                  | Huub Tielens          | 1    |
| Onbekende doelpunten |                       |      |
| –                    | Onbekend              | 3    |
| Totaal               | Totaal                | 62   |

| #      | Naam         | Goal |
| ------ | ------------ | ---- |
| 1.     | Willy Slaats | 1    |
| Totaal | Totaal       | 1    |